# 洛奈维利耶
洛奈维利耶（法語：Launay-Villiers，法語發音：[lonɛ vilje]）是法国马耶讷省的一个市镇，属于拉瓦勒区。

## 地理
洛奈维利耶（48°8'3"N, 1°0'32"W）面积9.05 平方千米，位于法国卢瓦尔河地区大区马耶讷省，该省份为法国西北部内陆省份，北起芒什省和奧恩省，西接伊勒-维莱讷省，南至曼恩-卢瓦尔省，东临萨尔特省。
与洛奈维利耶接壤的市镇（或旧市镇、城区）包括：拉福雷新堡、布尔贡、布里耶港、圣皮埃尔拉库尔。

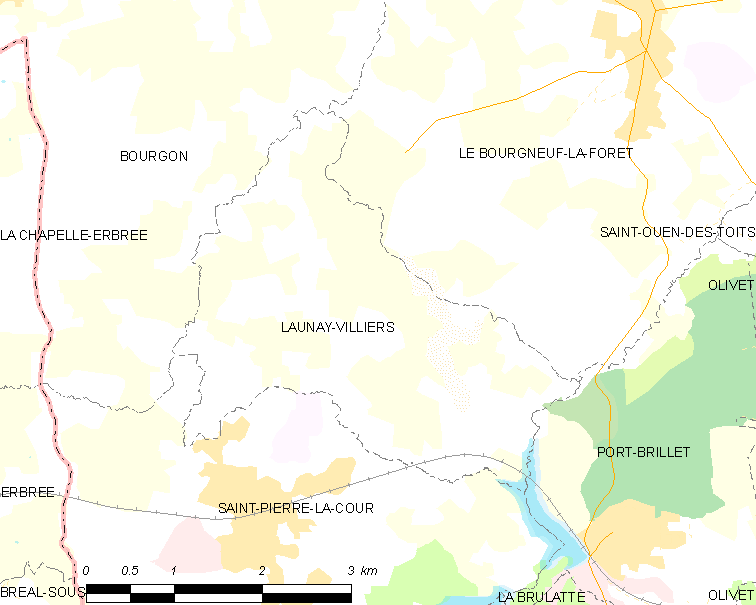
洛奈维利耶的OSM定位图

洛奈维利耶的时区为UTC+01:00、UTC+02:00（夏令时）。

## 行政
洛奈维利耶的邮政编码为53410，INSEE市镇编码为53129。

## 政治
洛奈维利耶所属的省级选区为卢瓦龙-吕耶县。

## 人口

1962-2008年间洛奈维利耶人口变化图示

洛奈维利耶于2022年1月1日时的人口数量为358人。